# رئاسات ومقاطعات الراج البريطاني
مقاطعات ورئاسات الراج البريطاني (بالأردية: برطانوئی ہند کے صوبے اور علاقے، بالإنجليزية: provinces presidencies of British India، بالسندية: برطانوي ھندوستان جا پرڳڻا ۽ صوبا، بالبنجابية: برطانوی ہند دے صوبے تے علاقے): هي التقسيمات الإدارية للحكم البريطاني في شبه القارة الهندية. أطلق عليها بشكل جماعي اسم الراج البريطاني. بشكل أو بآخر، كانت موجودة بين عامي 1612 و1947.
لم يشمل "الراج البريطاني" العديد من الولايات الأميرية التي استمرت تحت حكم الأمراء الهنود، رغم أنها صارت تحت الهيمنة البريطانية بحلول القرن التاسع عشر؛ حيث تم التنازل عن دفاعها وعلاقاتها الخارجية واتصالاتها للسلطة البريطانية وتم مراقبة حكمها الداخلي عن كثب. في 1947، كان هناك رسميًا 565 ولاية أميرية. شكلت ربع سكان الراج البريطاني وخمسي مساحة أراضيه، وكانت المقاطعات تشكل الباقي.